# 호암 의학상
호암 의학상(湖巖 醫學賞)은 호암재단이 주관하는 상인 호암상의 시상 부문 가운데 하나이다. 의학 및 약학 분야에서 탁월한 업적을 이룩한 대한민국 국민 또는 한국계 외국인에게 수여된다.

## 역대 수상자
- 1991년: 김영균
- 1992년: 이호왕
- 1993년: 홍사석
- 1994년: 홍완기
- 1995년: 김정룡
- 1996년: 김영식
- 1997년: 최원규
- 1998년: 유병팔
- 1999년: 강칠용
- 2000년: 윤지원
- 2001년: 강호
- 2002년: 김성진
- 2003년: 김성완
- 2004년: 스튜어트 김
- 2005년: 김규원
- 2006년: 최용원
- 2007년: 찰스 서
- 2008년: 찰스 리
- 2009년: 김빛내리
- 2010년: 윌리엄 한
- 2011년: 최명근
- 2012년: 정재웅
- 2013년: 이세진
- 2014년: 김성국
- 2015년: 김성훈
- 2016년: 래리 곽
- 2017년: 백순명
- 2018년: 고규영
- 2019년: 오우택
- 2020년: 박승정
- 2021년: 이대열
- 2022년: 키스 정
- 2023년: 마샤 헤이기스
- 2024년: 피터 박
- 2025년: 글로리아 최